# 바라지
바라지는 무당이 무가를 부를 때 장구 반주자 혹은 조무가 무당의 무가에 만수받이식으로 응답창을 하거나 무가가락에 가락율식 구음으로 부르는 것을 말한다. 경기도 남부, 충청도, 전라도에서는 대가락형이 많고 기타 지방에서는 거의 응답창식을 쓴다다.